# Аренал де Мухерес, Антонија Сото Лара (Леон)
Аренал де Мухерес, Антонија Сото Лара (шп. Arenal de Mujeres, Antonia Soto Lara) насеље је у Мексику у савезној држави Гванахуато у општини Леон. Насеље се налази на надморској висини од 1800 м.

## Становништво
Према подацима из 2005. године у насељу је живело 12 становника.

### Хронологија
| Година       | 2000 | 2005 |
| ------------ | ---- | ---- |
| Становништво | 4    | 12   |

### Попис
| # | Индикатор                        | Вредност |
| - | -------------------------------- | -------- |
| 1 | Укупно појединачних домаћинстава | 1        |